# Fulk I., grof Anjoua
Fulk I. († 942.), poznat kao Fulk Crveni (francuski Foulques le Roux), bio je vikont i grof Anjoua.
Rođen oko 870., Fulk je bio sin vikonta Ingelgera Anžuvinskog i njegove supruge Adelajde od Amboisea. Fulk je vladao od 908. godine do svoje smrti. Bio je i grof Toursa te grof Nantesa.
Fulkova je žena bila Roscille de Loches te je par dobio dvojicu sinova, Guya (Wido; biskup Soissonsa) i Fulka II., očeva nasljednika.